# Dicasterie voor de Communicatie
Het Dicasterie voor de Communicatie is een orgaan van de Romeinse Curie.
Op 27 juli 2015 werd het Secretariaat voor Communicatie door paus Franciscus ingesteld door middel van de afkondiging van een motu proprio, L’attuale contesto comunicativo. Het secretariaat was, na het staatssecretariaat en het secretariaat voor de Economie, het derde orgaan van de Romeinse Curie dat de naam secretariaat droeg.
Het secretariaat had gezag over alle media-activiteiten van de Heilige Stoel en van Vaticaanstad. In het secretariaat werden curie-instellingen geplaatst die zich bezighielden met media. Het instellingsbesluit noemde hierbij de pauselijke Raad voor de Sociale Communicatiemiddelen, de persdienst van de Heilige Stoel, de internetdienst van het Vaticaan, Radio Vaticaan, de televisiedienst van het Vaticaan, L'Osservatore Romano, de typografische dienst van het Vaticaan en de uitgeverij van het Vaticaan. In de loop van 2016 werd dit proces grotendeels geëffectueerd. Het secretariaat houdt ook toezicht op Vatican News.
Op 27 februari 2018 werd de naam van het secretariaat gewijzigd in Dicasterie voor Communicatie (het besluit werd gepubliceerd op 23 juni 2018).
Aan het hoofd van het dicasterie staat een prefect. Sinds 5 juli 2018 wordt deze functie vervuld door Paolo Ruffini, een professioneel journalist en geen priester.